# Manschett

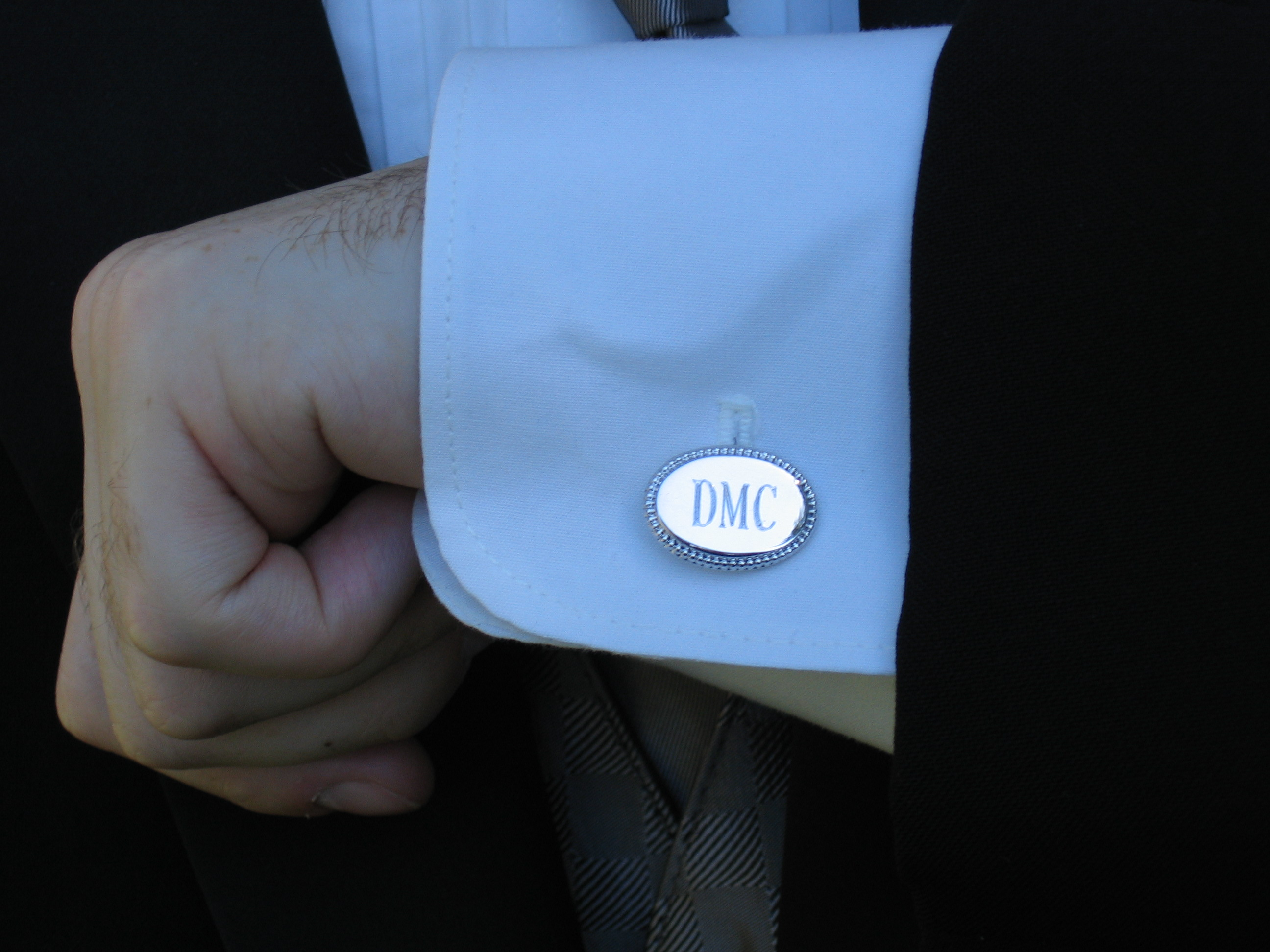
Enkel manschett med manschettknappar.

Manschett (av franska manchette, diminutiv av manche = hand), garnityr (linning, kant) som avslutar ärmen på en skjorta.
Liksom alla kläddetaljer har manschetten genomgått stora förändringar efter växlande moden – alltifrån barockens och rokokons eleganta spetsmanschetter till det tidiga 1900-talets stärkta lösa manschetter och dagens mjuka fasta diton. 
Manschetten används i ordet manschettyrke om arbeten som inte kräver kroppsarbete (tjänstemän, akademiker, etc.) och har i ord som manschettbrottsling och manschettproletär fått symbolisera tjänstemannen (den kriminelle och den lågbetalde).
Ordet "manschett" finns belagt i svenska språket sedan 1671.

## Andra betydelser
Manschett (blodtrycksmanschett)  kallas också det uppblåsbara band som sätts runt överarmen vid mätning av blodtryck.
Manschett är ett droppskydd eller prydnad, till exempel av glas, som används på ljusstakar omkring ljusets nedersta del. Denna manschett kallas ofta ljusmanschett.